# What Was I Made For?
What Was I Made For – utwór Billie Eilish promujący ścieżkę dźwiękową do filmu Barbie. Został wydany 13 lipca 2023, jako piąty singiel promujący Barbie: The Album.
Autorami utworu są Billie Eilish oraz Finneas O'Connell. Singiel otrzymał pozytywne opinie od krytyków i pojawił się na listach przebojów w większości krajów, zajmując pierwsze miejsce w: Australii, Irlandii, Szwajcarii oraz Wielkiej Brytanii; w Stanach Zjednoczonych zajął 14. miejsce na liście Billboard Hot 100. Piosenka została uznana za jedną z najlepszych roku 2023 m.in. przez: magazyn Billboard, czasopismo Rolling Stone, gazetę The Washington Post oraz tygodnik Variety. Utwór otrzymał Oscara, Złotego Globa oraz dwie nagrody Grammy (w tym za piosenkę roku).

## Wydanie i charakterystyka
W wywiadzie dla magazynu Time na początku lipca 2023 Mark Ronson, który był producentem muzycznym soundtracku do filmu Barbie, ogłosił, że na ścieżce dźwiękowej znajdzie się więcej utworów, niż wcześniej ogłoszono. W tym samym czasie Billie Eilish opublikowała na swoim Instagramowym koncie zdjęcie neonu Barbie, co spowodowało spekulacje na temat jej udziału w muzyce do filmu. 6 lipca 2023 Eilish ogłosiła wydanie singla w swoich mediach społecznościowych i zamieściła nagranie, na którym Finneas O'Connell gra akordy utworu.
Premiera piosenki „What Was I Made For” miała miejsce 13 lipca 2023. Tego samego dnia opublikowany został teledysk do utworu wyreżyserowany przez Eilish. Singiel osiągnął szczyt 14. miejsca na liście Billboard Hot 100 oraz 3. miejsce na liście Spotify Weekly Top Songs Global. Utwór został po raz pierwszy wykonany przez Eilish w czasie festiwalu Lollapalooza na terenie Chicago. Piosenkarka wykonała go również w towarzystwie Finneasa O'Connella w trakcie 66. ceremonii wręczenia nagród Grammy oraz 96. ceremonii wręczenia Oscarów.
Piosenka definiowana jest jako ballada w stylu pop. Autorami tekstu są Billie Eilish i Finneas O'Connell, natomiast producentami Andrew Wyatt, O'Connell oraz Mark Ronson.

## Odbiór

### Reakcja krytyków
Piosenka „What Was I Made For” uzyskała powszechne uznanie krytyków. W serwisie Album of the Year utwór otrzymał średnią ocen użytkowników 87 punktów na 100. Singiel został uznany za jedno z najlepszych dzieł muzycznych 2023 według: BBC (16. miejsce), Billboardu (2. miejsce), Los Angeles Times (10. miejsce), NME (7. miejsce), Rolling Stone (9. miejsce), The Guardian (11. miejsce), The Hollywood Reporter (6. miejsce), The Washington Post (2. miejsce), USA Today, Variety (1. miejsce).

### Nagrody i nominacje
| Rok  | Nagroda                                  | Kategoria                                                 | Rezultat  | Przypisy |
| ---- | ---------------------------------------- | --------------------------------------------------------- | --------- | -------- |
| 2023 | MTV Video Music Awards                   | Piosenka lata                                             | Nominacja | [ 24 ]   |
| 2023 | Variety's Hitmakers                      | Filmowa piosenka roku                                     | Wygrana   | [ 25 ]   |
| 2024 | Nagroda Akademii (Oscar)                 | Najlepsza piosenka oryginalna                             | Wygrana   | [ 26 ]   |
| 2024 | Brit Awards                              | Międzynarodowa piosenka roku                              | Nominacja | [ 27 ]   |
| 2024 | Złoty Glob                               | Najlepsza piosenka oryginalna                             | Wygrana   | [ 28 ]   |
| 2024 | Grammy Awards                            | Piosenka roku                                             | Wygrana   | [ 29 ]   |
| 2024 | Grammy Awards                            | Nagranie roku                                             | Nominacja | [ 29 ]   |
| 2024 | Grammy Awards                            | Najlepszy solowy występ wokalny                           | Nominacja | [ 29 ]   |
| 2024 | Grammy Awards                            | Najlepsza piosenka napisana na potrzeby mediów wizualnych | Wygrana   | [ 29 ]   |
| 2024 | Grammy Awards                            | Najlepszy teledysk                                        | Nominacja | [ 29 ]   |
| 2024 | iHeartRadio Music Awards                 | Najlepszy tekst                                           | Nominacja | [ 30 ]   |
| 2024 | iHeartRadio Music Awards                 | Najlepszy teledysk                                        | Nominacja | [ 30 ]   |
| 2024 | iHeartRadio Music Awards                 | TikTok Bop of the Year                                    | Nominacja | [ 30 ]   |
| 2024 | Nickelodeon Kids' Choice Awards          | Ulubiona piosenka                                         | Wygrana   | [ 31 ]   |
| 2024 | Palm Springs International Film Festival | Nagroda Prezesa                                           | Wygrana   | [ 32 ]   |
| 2024 | Satellite Awards                         | Najlepsza piosenka oryginalna                             | Wygrana   | [ 33 ]   |

## Notowania
| Notowania (2023)                      | Najwyższa pozycja |
| ------------------------------------- | ----------------- |
| Australia (ARIA)                      | 1                 |
| Austria (Ö3 Austria Top 75)           | 3                 |
| Dania (Tracklisten)                   | 13                |
| Francja (SNEP)                        | 25                |
| Holandia (Single Top 100)             | 14                |
| Irlandia (IRMA)                       | 1                 |
| Kanada (Canada Hot 100)               | 10                |
| Litwa (Singlų Top 100)                | 12                |
| Niemcy (Official German Charts)       | 9                 |
| Nowa Zelandia (RIANZ)                 | 2                 |
| Polska (AirPlay – Top)                | 16                |
| Stany Zjednoczone (Billboard Hot 100) | 14                |
| Spotify (Weekly Top Songs Global)     | 3                 |
| Szwecja (Sverigetopplistan)           | 5                 |
| Szwajcaria (Hitparade.ch)             | 1                 |
| Świat (Billboard Global 200)          | 2                 |
| Wielka Brytania (OCC)                 | 1                 |
| Włochy (FIMI)                         | 61                |